# Gioia Sacco
Gioia Sacco (Priverno, 1 de febrero de 1988) es una deportista italiana que compitió en remo. Ganó una medalla de plata en el Campeonato Europeo de Remo de 2010, en la prueba de cuatro sin timonel.

## Palmarés internacional
| Campeonato Europeo | Campeonato Europeo          | Campeonato Europeo | Campeonato Europeo |
| Año                | Lugar                       | Medalla            | Prueba             |
| ------------------ | --------------------------- | ------------------ | ------------------ |
| 2010               | Montemor-o-Velho (Portugal) | Medalla de plata   | Cuatro sin timonel |